# KNVB-Pokal 1970/71
Der KNVB-Pokal 1970/71 war die 53. Auflage des niederländischen Fußball-Pokalwettbewerbs. Pokalsieger wurde Titelverteidiger Ajax Amsterdam. Das Team gewann das Turnier im Wiederholungsspiel gegen Sparta Rotterdam, nachdem das erste Endspiel 2:2 unentschieden endete. Da Ajax bereits für den Europapokal der Landesmeister als Titelverteidiger qualifiziert war, nahm der unterlegene Finalist am Europapokal der Pokalsieger teil.
Insgesamt nahmen 51 Mannschaften an dem Wettbewerb teil. Neben den 18 Teams aus der Eredivisie nahmen noch alle 16 Mannschaften der Eerste Divisie sowie alle 17 Klubs der Tweede Divisie teil.

## 1. Runde
Die erste Runde fand am 15. und 16. August 1970 statt. Titelverteidiger Ajax Amsterdam erhielt in der ersten Runde ein Freilos.
| Datum      |                     | Ergebnis              |                      |
| ---------- | ------------------- | --------------------- | -------------------- |
| 15.08.1970 | BV De Graafschap    | 2:3 n. V.             | TSV NOAD             |
| 15.08.1970 | FC Twente '65       | 7:0                   | Hermes DVS           |
| 15.08.1970 | RKSV Volendam       | 1:2                   | Heracles Almelo      |
| 15.08.1970 | Willem II Tilburg   | 1:0                   | PEC Zwolle           |
| 16.08.1970 | AGOVV Apeldoorn     | 0:5                   | Feijenoord Rotterdam |
| 16.08.1970 | AZ '67 Alkmaar      | 2:0                   | Helmond Sport        |
| 16.08.1970 | AVV De Volewijckers | 1:3                   | FC Den Haag          |
| 16.08.1970 | Dordrechtsche FC    | 0:1                   | HFC Haarlem          |
| 16.08.1970 | DWS Amsterdam       | 2:1                   | VV Baronie           |
| 16.08.1970 | Excelsior Rotterdam | 1:0 n. V.             | Fortuna Vlaardingen  |
| 16.08.1970 | FC Den Bosch ʼ67    | 2:0                   | VV Heerenveen        |
| 16.08.1970 | GVAV Rapiditas      | 2:1                   | SC Gooiland          |
| 16.08.1970 | FC Utrecht          | 3:1                   | VV Eindhoven         |
| 16.08.1970 | Fortuna SC Sittard  | 1:0                   | NAC Breda            |
| 16.08.1970 | Go Ahead Deventer   | 9:2                   | VV Veendam           |
| 16.08.1970 | Holland Sport       | 4:0                   | RBC Roosendaal       |
| 16.08.1970 | HVC Amersfoort      | 0:3                   | PSV Eindhoven        |
| 16.08.1970 | MVV Maastricht      | 2:2 n. V. (4:3 i. E.) | SV Limburgia         |
| 16.08.1970 | RC Heemstede        | 0:0 n. V. (5:4 i. E.) | Blauw Wit Amsterdam  |
| 16.08.1970 | Roda JC Kerkrade    | 0:1                   | NEC Nijmegen         |
| 16.08.1970 | SC Cambuur          | 3:1                   | Haarlemse FC EDO     |
| 16.08.1970 | Sparta Rotterdam    | 2:1                   | VVV-Venlo            |
| 16.08.1970 | SVV Schiedam        | 2:1                   | WVV Wageningen       |
| 16.08.1970 | SC Telstar 1963     | 0:2                   | SC Drente            |
| 16.08.1970 | Vitesse Arnhem      | 1:1 n. V. (3:1 i. E.) | Zaanlandsche FC      |
|            | Ajax Amsterdam      | Freilos               |                      |

## 2. Runde
Sechs Mannschaften hatten in dieser Runde ein Freilos.
| Datum      |                     | Ergebnis              |                      |
| ---------- | ------------------- | --------------------- | -------------------- |
| 08.11.1970 | AZ '67 Alkmaar      | 2:2 n. V. (3:5 i. E.) | SVV Schiedam         |
| 08.11.1970 | DWS Amsterdam       | 2:0                   | FC Utrecht           |
| 08.11.1970 | Excelsior Rotterdam | 1:2 n. V.             | GVAV Rapiditas       |
| 08.11.1970 | Go Ahead Deventer   | 1:2                   | ADO Den Haag         |
| 08.11.1970 | Heracles Almelo     | 0:3                   | Ajax Amsterdam       |
| 08.11.1970 | NEC Nijmegen        | 2:0                   | Vitesse Arnhem       |
| 08.11.1970 | TSV NOAD            | 1:1 n. V. (2:4 i. E.) | FC Den Bosch ʼ67     |
| 08.11.1970 | PSV Eindhoven       | 0:0 n. V. (2:4 i. E.) | Feijenoord Rotterdam |
| 08.11.1970 | RC Heemstede        | 2:0                   | MVV Maastricht       |
| 08.11.1970 | SC Cambuur          | 4:2                   | Willem II Tilburg    |
|            | Holland Sport       | Freilos               |                      |
|            | SC Drente           | Freilos               |                      |
|            | Fortuna SC Sittard  | Freilos               |                      |
|            | HFC Haarlem         | Freilos               |                      |
|            | Sparta Rotterdam    | Freilos               |                      |
|            | FC Twente '65       | Freilos               |                      |

## 3. Runde
| Datum      |                    | Ergebnis  |                      |
| ---------- | ------------------ | --------- | -------------------- |
| 14.03.1971 | Ajax Amsterdam     | 4:0       | FC Den Bosch ʼ67     |
| 14.03.1971 | GVAV Rapiditas     | 2:1       | Holland Sport        |
| 14.03.1971 | Fortuna SC Sittard | 2:1       | SVV Schiedam         |
| 14.03.1971 | HFC Haarlem        | 0:1       | ADO Den Haag         |
| 14.03.1971 | NEC Nijmegen       | 1:0       | DWS Amsterdam        |
| 14.03.1971 | SC Cambuur         | 0:3       | Feijenoord Rotterdam |
| 14.03.1971 | SC Drente          | 0:1 n. V. | RC Heemstede         |
| 14.03.1971 | Sparta Rotterdam   | 3:2 n. V. | FC Twente '65        |

## Finalrunden
| Viertelfinale 7. und 8. April 1971 | Viertelfinale 7. und 8. April 1971 | Viertelfinale 7. und 8. April 1971 |                    |      | Halbfinale 21. und 22. April 1971 | Halbfinale 21. und 22. April 1971 | Halbfinale 21. und 22. April 1971 |  |  | Finale 20. Mai 1971 | Finale 20. Mai 1971 | Finale 20. Mai 1971 |
|                                    |                                    |                                    |                    |      |                                   |                                   |                                   |  |  |                     |                     |                     |
|                                    | Feijenoord Rotterdam               | 1                                  |                    |      |                                   |                                   |                                   |  |  |                     |                     |                     |
|                                    | Ajax Amsterdam                     | 2                                  |                    |      |                                   |                                   |                                   |  |  |                     |                     |                     |
|                                    | Ajax Amsterdam                     | 2                                  | Ajax Amsterdam     | 2    |                                   |                                   |                                   |  |  |                     |                     |                     |
|                                    |                                    |                                    | Ajax Amsterdam     | 2    |                                   |                                   |                                   |  |  |                     |                     |                     |
|                                    |                                    | NEC Nijmegen                       | 0                  |      |                                   |                                   |                                   |  |  |                     |                     |                     |
|                                    | NEC Nijmegen                       | NEC Nijmegen                       | 0                  | 1    |                                   |                                   |                                   |  |  |                     |                     |                     |
|                                    |                                    |                                    |                    | 1    |                                   |                                   |                                   |  |  |                     |                     |                     |
|                                    | ADO Den Haag                       | 0                                  |                    |      |                                   |                                   |                                   |  |  |                     |                     |                     |
|                                    | ADO Den Haag                       | 0                                  | Ajax Amsterdam     | 2    |                                   |                                   |                                   |  |  |                     |                     |                     |
|                                    |                                    |                                    |                    | 2    |                                   |                                   |                                   |  |  |                     |                     |                     |
|                                    |                                    | Sparta Rotterdam                   | 1                  |      |                                   |                                   |                                   |  |  |                     |                     |                     |
|                                    | Fortuna SC Sittard                 | Sparta Rotterdam                   | 1                  | 2 n. |                                   |                                   |                                   |  |  |                     |                     |                     |
|                                    |                                    |                                    |                    | 2 n. |                                   |                                   |                                   |  |  |                     |                     |                     |
|                                    | GVAV Rapiditas                     | 1 V.                               |                    |      |                                   |                                   |                                   |  |  |                     |                     |                     |
|                                    | GVAV Rapiditas                     | 1 V.                               | Fortuna SC Sittard | 1    |                                   |                                   |                                   |  |  |                     |                     |                     |
|                                    |                                    |                                    | Fortuna SC Sittard | 1    |                                   |                                   |                                   |  |  |                     |                     |                     |
|                                    |                                    | Sparta Rotterdam                   | 4                  |      |                                   |                                   |                                   |  |  |                     |                     |                     |
|                                    | RC Heemstede                       | Sparta Rotterdam                   | 4                  | 1    |                                   |                                   |                                   |  |  |                     |                     |                     |
|                                    |                                    |                                    |                    | 1    |                                   |                                   |                                   |  |  |                     |                     |                     |
|                                    | Sparta Rotterdam                   | 4                                  |                    |      |                                   |                                   |                                   |  |  |                     |                     |                     |

## Viertelfinale
| Datum      |                      | Ergebnis  |                  |
| ---------- | -------------------- | --------- | ---------------- |
| 07.04.1971 | Feijenoord Rotterdam | 1:2       | Ajax Amsterdam   |
| 07.04.1971 | Fortuna SC Sittard   | 2:1 n. V. | GVAV Rapiditas   |
| 07.04.1971 | NEC Nijmegen         | 1:0       | ADO Den Haag     |
| 07.04.1971 | RC Heemstede         | 1:4       | Sparta Rotterdam |

## Halbfinale
| Datum      |                  | Ergebnis |                    |
| ---------- | ---------------- | -------- | ------------------ |
| 21.04.1971 | Ajax Amsterdam   | 2:0      | NEC Nijmegen       |
| 21.04.1971 | Sparta Rotterdam | 4:1      | Fortuna SC Sittard |

## Finale
| Ajax Amsterdam                                | Ajax Amsterdam | Sparta Rotterdam | Sparta Rotterdam |
| --------------------------------------------- | --- | --- | ---------------- |
| Ajax Amsterdam                                | \| 5. Mai 1971 in Rotterdam (Stadion Feijenoord) \| \| Ergebnis: 2:2 n. V. (2:2, 0:1) \| \| Zuschauer: 63.000 \| \| Schiedsrichter: Laurens van Ravens \| \| Spielbericht \|                                                                 | \| 5. Mai 1971 in Rotterdam (Stadion Feijenoord) \| \| Ergebnis: 2:2 n. V. (2:2, 0:1) \| \| Zuschauer: 63.000 \| \| Schiedsrichter: Laurens van Ravens \| \| Spielbericht \|                                                                              | Sparta Rotterdam |
| Ajax Amsterdam                                | Heinz Stuy – Wim Suurbier, Barry Hulshoff, Velibor Vasović , Nico Rijnders – Johan Neeskens (76. Ruud Suurendonk), Gerrie Mühren (46. Horst Blankenburg) – Sjaak Swart, Johan Cruyff, Piet Keizer – Dick van Dijk Cheftrainer: Rinus Michels | Pim Doesburg – Hans Venneker, Gerrie ter Horst, Hans Eijkenbroek , Dries Visser – Jan van der Veen, Stephanus Walbeek – Nol Heijerman, Jan Klijnjan, Jørgen Kristensen – Janusz Kowalik (106. Peter de Quant) Cheftrainer: Georg Keßler ( BR Deutschland) | Sparta Rotterdam |
| Ajax Amsterdam                                | 1:1 Johan Cruyff (62.) 2:2 Johan Cruyff (81.) | 0:1 Janusz Kowalik (39.) 1:2 Dries Visser (74.) | Sparta Rotterdam |
| 5. Mai 1971 in Rotterdam (Stadion Feijenoord) | | |                  |
| Ergebnis: 2:2 n. V. (2:2, 0:1)                | | |                  |
| Zuschauer: 63.000                             | | |                  |
| Schiedsrichter: Laurens van Ravens            | | |                  |
| Spielbericht                                  | | |                  |

### Wiederholungsspiel
| Ajax Amsterdam                             | Ajax Amsterdam | Sparta Rotterdam | Sparta Rotterdam |
| ------------------------------------------ | --- | --- | ---------------- |
| Ajax Amsterdam                             | \| 20. Mai 1971 in Amsterdam (Olympiastadion) \| \| Ergebnis: 2:1 (1:0) \| \| Zuschauer: 63.000 \| \| Schiedsrichter: Laurens van Ravens \| \| Spielbericht \|                                    | \| 20. Mai 1971 in Amsterdam (Olympiastadion) \| \| Ergebnis: 2:1 (1:0) \| \| Zuschauer: 63.000 \| \| Schiedsrichter: Laurens van Ravens \| \| Spielbericht \|                                                                                               | Sparta Rotterdam |
| Ajax Amsterdam                             | Heinz Stuy – Barry Hulshoff, Horst Blankenburg, Velibor Vasović , Wim Suurbier – Nico Rijnders, Johan Neeskens, Gerrie Mühren – Sjaak Swart, Johan Cruyff, Piet Keizer Cheftrainer: Rinus Michels | Pim Doesburg – Hans Venneker, Gerrie ter Horst, Hans Eijkenbroek , Dries Visser – Jan van der Veen (46. Arie van der Sluis), Stephanus Walbeek – Nol Heijerman, Jan Klijnjan, Jørgen Kristensen – Janusz Kowalik Cheftrainer: Georg Keßler ( BR Deutschland) | Sparta Rotterdam |
| Ajax Amsterdam                             | 1:0 Gerrie Mühren (4.) 2:1 Johan Cruyff (52.) | 1:1 Stephanus Walbeek (47.) | Sparta Rotterdam |
| 20. Mai 1971 in Amsterdam (Olympiastadion) | | |                  |
| Ergebnis: 2:1 (1:0)                        | | |                  |
| Zuschauer: 63.000                          | | |                  |
| Schiedsrichter: Laurens van Ravens         | | |                  |
| Spielbericht                               | | |                  |